# San Pedro Nonualco
San Pedro Nonualco es un distrito de El Salvador, perteneciente al municipio de La Paz Centro, departamento de La Paz, ubicado en la región paracentral del país, cerca de las riberas del río Jiboa. 
El distrito posee una extensión territorial de 38.85 km² y una población de 9.443 habitantes (según estadísticas gubernamentales). El municipio comprende un casco urbano dividido en 6 barrios, además de 7  cantones rurales. Las principales actividades económicas de la población son el cultivo de naranjas, limones y musáceas, además de granos básicos como el maíz y frijol; además de diversas frutas tropicales y crianza de ganado. 
Su mayor sector económico se concentra en los servicios y el comercio minorísta creciente. Una parte de la población migra frecuentemente formándose una diáspora en el extranjero que radica principalmente en los Estados Unidos de América. 
Sus puntos límites son: al Norte por el Distrito de Santa María Ostuma, al Sur por el Distrito de Santiago Nonualco, al Este por el Distrito de Guadalupe (del departamento de San Vicente) y San Santiago Nonualco, y al oeste por los Distritos de San Juan Tepezontes y San Miguel Tepezontes, con límite natural del río Jíboa.
El epicentro del terremoto registrado el 13 de febrero de 2001 tuvo lugar en este Distrito, el cual dejó destruido gran parte de los vestigios arquitectónicos del casco urbano.
Este Distrito celebra dos fiestas a lo largo del año, las primeras se celebran entre 4 y 5 de febrero en honor al Dulce Nombre de Jesús y entre el 28 y 29 de junio se celebran las fiestas patronales en honor al patrono San Pedro Apóstol.

## División política y administrativa
Barrios:
El Centro. El Calvario. San Francisco.
San José. Guadalupe. Concepción.
Cantones:
Hacienda Vieja.  	
San Juan Nahuistepeque. 
San Ramón. 	
El Lazareto. 
La Comunidad. 
El Roble (Ubicado en el cerro El Volcancito). 
La Carbonera.

## Historia

### Toponimia
Esta antiquísima población precolombina fue fundada por pueblos nahuas hacia el siglo XI o XII de la Era Cristiana. La tribu de los Nonualcos habitó en el departamento de La Paz y en la parte sur del Departamento de San Vicente, entre los ríos Jiboa y Lempa, siendo sus habitantes iniciales, guerreros. En idioma náhuatl, Nonualco significa «Lugar de Mudos», pues proviene de ‘Nonual’ que significa «Mudo» y de ‘co’, sufijo de lugar.

### Época Colonial.
En esta época, alrededor de 1550, su mayor actividad económica fue la producción del cacao, con una población de 1,300 indígenas.
A continuación se presentan algunos datos y fechas relevantes en la Historia de San Pedro Nonualco:
1770: En este año perteneció al Curato de Santiago Nonualco y contaba con una población de 634 habitantes, repartidos en 131 familias.
1786: Fue anexado al partido de Zacatecoluca, uno de los más importantes de la intendencia de San Salvador.
1807: La población era de 526 personas, étnicamente repartidas así: 212 Indígenas y 314 Ladinos, lo cual evidencia la progresiva mezcla de razas de los pobladores.

## Pos-independencia -SigloXIX
1833: Algunos campesinos y jornaleros indígenas secundaron a la Insurrección de Anastasio Aquino, el cual más tarde fue proclamado rey de los Nonualcos. Mantenía el apoyo junto con los poblados vecinos de la región de los nonualcos, donde fue el escenario de la rebelión indígena de Anastasio Aquino en el año de 1833. 
En un informe de mejoras materiales del departamento de La Paz hecho en el 16 de enero de 1854, el gobernador Eustaquio Guirola tomó nota de que en San Pedro Nonualco se trabajaron 93 varas de empedrado con 3¼ varas de ancho, se hizo un cimiento al lado sur de la iglesia de 45 varas de largo y 1½ de ancho y se acopiaron 800 tejas para la compostura del camposanto. En el informe hecho en el 16 de mayo, el gobernador José Rafael Molina tomó nota de que se había reparado el camposanto y los caminos de su jurisdicción.
1875: El municipio obtuvo el título de Villa en el mes de febrero de 1875.
Título de Ciudad y Cabecera de Distrito
El 10 de abril de 1912, la Asamblea Legislativa emitió un decreto en virtud del cual se otorgó el título de Ciudad a la Villa de San Pedro Nonualco y se erigió, al mismo tiempo, como cabecera de su propio distrito; el decreto fue aprobado por el gobierno del presidente Manuel Enrique Araujo en el 13 de abril del mismo año. Este nuevo distrito, cuarto y último del departamento de La Paz, se constituyó de la siguiente forma: San Pedro Nonualco, Santa María Ostuma, Jerusalén y La Ceiba, desmembrados del distrito de Zacatecoluca; y Paraíso de Osorio y San Emigdio, desmembrados del distrito de San Pedro Masahuat.

#### Guerra civil de El Salvador
Durante la guerra civil de El Salvador la guerrilla del FMLN, específicamente grupos de las FPL realizaron dos incursiones (1981 y 1987) donde robaron armas a la comandancia de la extinta guardia nacional y sellos para documentación en la alcaldía, así como sabotaje y daños materiales, pero el ejército y la fuerza aérea de El Salvador mantuvieron el control de la zona del distrito durante toda la guerra.

## SigloXXI
El 13 de febrero del año 2001, cerca de San Pedro Nonualco fue el epicentro de un sismo que ocurrió a las 8:22:05 a. m. hora local (14:22 UTC) con una magnitud de 6.6 Mw y una profundidad de 13 km con una duración de 20 segundos. Los departamentos más afectados por este sismo fueron: Cuscatlán, San Vicente y La Paz. La mayoría de las víctimas se encontraban en los departamentos de Cuscatlán (165 muertos), San Vicente (87 muertos) y La Paz (63 muertos).  La población recibió ayuda internacional, ya que sufrió muchas perdidas materiales y se registraron cientos de personas lesionadas. 
Durante la década de los 2000, la alcaldía municipal realizó diversos proyectos de pavimentado para mejorar la red vial de la población, ya que la mayoría de las calles mantenían un estilo de empedrado colonial en muy mal estado. A partir de los años 2010, se continuó con el pavimentado y modernización de las calles, se construyó un centro deportivo municipal (Polideportivo), se establecieron programas sociales, donaciones de diversas embajadas internacionales, y se construyó el parque central de San Pedro Nonualco, un hecho histórico para la población que carecía de un espacio de recreación para las familias. En esta misma década se expande el comercio local. 
A comienzos del 2020, la población estuvo bajo un estricto control sanitario, debido a la pandemia del Covid-19, dando como resultado escasos descensos por la enfermedad. 
A partir del 2024 se le otorgó el título de distrito, formando parte del municipio de la La Paz Centro en la nueva división administrativa aprobada por la Asamblea Legislativa en donde los municipios pasan a llamarse distritos y se reorganizan en 44 municipios establecidos en todo el país de El Salvador.

## Alcaldes
| Periodo   | Alcalde                       |
| --------- | ----------------------------- |
| 1946-1948 | Jesús Encarnación Mejía       |
| 1948-1954 | Lázaro López Sánchez          |
| 1954-1956 | José Antonio Prieto Rivas     |
| 1956-1958 | Ismael Valladares             |
| 1958-1960 | Guadalupe Velasco Amaya       |
| 1960-1962 | María Luisa Viuda de Orellana |
| 1962-1963 | Alberto Prieto Rivas          |
| 1963-1964 | Eduardo Argueta Burgos        |
| 1964-1966 | Tomás Fernando Gavidia        |
| 1966-1968 | Julio César Navarrete         |
| 1968-1970 | José Arístides Argueta        |
| 1971-1977 | Lázaro López Sánchez          |
| 1977-1979 | Jesús Rodríguez               |
| 1980-1984 | Perfecto Ramos                |
| 1985-1988 | Julio César Navarrete         |
| 1988-1991 | Agapito Hernández Aquino      |
| 1991-1994 | Rubén Alvarado Ventura        |
| 1994-2000 | Raúl Mena Zepeda              |
| 2000-2006 | Sergio Antonio Orellana       |
| 2006-2009 | Luis Guillermo García         |
| 2009-2015 | Sergio Antonio Orellana       |
| 2015-2019 | José Alfredo Hernández Romero |
| 2019-2021 | Jaime Heriberto Leiva         |
| 2021-2024 | Juan Pablo Pérez Bayona       |
| 2024-2027 | Armando Jirón                 |